# Teorema de factorización de Weierstrass
En matemática, concretamente en análisis complejo, el teorema de factorización de Weierstrass, llamado así en honor a Karl Weierstrass, asegura que las funciones enteras pueden ser representadas mediante un producto que envuelve sus ceros. Además, cualquier sucesión que tienda al infinito tiene asociada una función entera con ceros precisamente en los puntos de esa sucesión. 
Una segunda forma extendida a funciones meromorfas permite considerar una función meromorfa dada como un producto de tres factores: los polos, los ceros, y una función holomorfa asociada distinta de cero.

## Motivación
Las consecuencias del teorema fundamental del álgebra son dobles.
La primera de ellas, cualquier sucesión finita {\displaystyle \{c_{n}\}} en el plano complejo tiene asociado un polinomio que tiene ceros precisamente en los puntos de esa sucesión, {\displaystyle \,\prod _{n}(z-c_{n}).}
La segunda de ellas, cualquier función polinómica {\displaystyle p(z)} es el plano complejo tiene una factorización
{\displaystyle \,p(z)=a\prod _{n}(z-c_{n}),} 
donde a es una constante distinta de cero y cn son los ceros de p.
Las dos formas del teorema de factorización de Weierstrass pueden ser pensadas como extensiones superiores de las funciones enteras. La necesidad de un mecanismo extra se demuestra cuando se considera el producto {\displaystyle \,\prod _{n}(z-c_{n})} si la sucesión {\displaystyle \{c_{n}\}} no es finita. Esto nunca puede definir una función entera, porque el producto infinito no converge. Así que, en general, no se puede definir una función entera de una sucesión de ceros preestablecidos o representar una función entera mediante sus ceros usando las expresiones dadas mediante el teorema fundamental del álgebra.
Una condición necesaria para la convergencia de un producto infinito en cuestión es que, cada factor {\displaystyle (z-c_{n})} debe aproximarse a 1 cuando {\displaystyle n\to \infty }. Así que, parece lógico que se deba buscar una función que podría ser 0 en el punto preestablecido y sin embargo, permanecer próximo a 1 cuando no se encuentre en ese punto, además de no introducir más ceros de los establecidos. Esto se define con los factores elementales de Weierstrass. Estos factores sirven para el mismo propósito que los factores {\displaystyle (z-c_{n})} de arriba.

### Los factores elementales
También se les conoce como factores primarios.
Para {\displaystyle n\in \mathbb {N} }, se definen los factores elementales como:
{\displaystyle E_{n}(z)={\begin{cases}(1-z)&{\mbox{si }}n=0,\\(1-z)\exp \left({\frac {z^{1}}{1}}+{\frac {z^{2}}{2}}+\cdots +{\frac {z^{n}}{n}}\right)&{\mbox{de otra forma}}.\end{cases}}}
Su utilidad radica en el siguiente lema:
Lema (15.8, Rudin) para |z| ≤ 1, n ∈ No
{\displaystyle \vert 1-E_{n}(z)\vert \leq \vert z\vert ^{n+1}.}

## Las dos formas del teorema

### Existencia de una función entera con ceros específicos
A veces llamado como teorema de Weierstrass.
Sea {\displaystyle \{a_{n}\}} una sucesión de números complejos distintos de cero tales que {\displaystyle |a_{n}|\to \infty }.
Si {\displaystyle \{p_{n}\}} es cualquier sucesión de enteros tales que para todo {\displaystyle r>0},
{\displaystyle \sum _{n=1}^{\infty }\left(r/|a_{n}|\right)^{1+p_{n}}<\infty ,}
entonces la función
{\displaystyle f(z)=\prod _{n=1}^{\infty }E_{p_{n}}(z/a_{n})}
es entera con ceros únicamente en los puntos {\displaystyle a_{n}}. Si el número {\displaystyle z_{0}} se produce en la sucesión {\displaystyle \{a_{n}\}} exactamente m veces, entonces la función f tiene un cero en {\displaystyle z=z_{0}} de multiplicidad m.
- Nótese que la sucesión {\displaystyle \{p_{n}\}} en la declaración del teorema siempre existe. Por ejemplo siempre se podría tomar {\displaystyle p_{n}=n} y se obtendría convergencia. Tal sucesión no es única: cambiando ésta un número finito de posiciones, o tomando otra secuencia p'n ≥ pn, no se «romperá» la convergencia.
- El teorema generaliza lo siguiente: sucesiones en conjuntos abiertos (y por lo tanto regiones) de la esfera de Riemann tienen funciones asociadas que son holomorfas en esos subconjuntos y tienen ceros en los puntos de la sucesión.[3]
- Nótese también que el caso dado por el teorema fundamental del álgebra está incorporado aquí. Si la sucesión {\displaystyle \{a_{n}\}} es finita entonces se puede tomar {\displaystyle p_{n}=0} y obtener: {\displaystyle \,f(z)=c\,{\displaystyle \prod }_{n}(z-a_{n})}.

### El teorema de factorización de Weierstrass
A veces llamado como Teorema del producto/factor de Weierstrass.
Sea ƒ una función entera, y sea {\displaystyle \{a_{n}\}} los ceros distintos de 0 de ƒ, repetidos acorde con su multiplicidad; supóngase también que ƒ tiene un cero en z = 0 de orden m ≥ 0 (un cero de orden m = 0 en z = 0 significa que ƒ(0) ≠ 0).
Entonces existe una función entera g y una sucesión de enteros {\displaystyle \{p_{n}\}} tales que 
{\displaystyle f(z)=z^{m}e^{g(z)}\prod _{n=1}^{\infty }E_{p_{n}}\!\!\left({\frac {z}{a_{n}}}\right).}

#### Ejemplos de factorización
- {\displaystyle \sin \pi z=\pi z\prod _{n\neq 0}\left(1-{\frac {z}{n}}\right)e^{z/n}=\pi z\prod _{n=1}^{\infty }\left(1-{\frac {z^{2}}{n^{2}}}\right)}
- {\displaystyle \cos \pi z=\prod _{n\neq 0}\left(1-{\frac {2z}{2n-1}}\right)e^{2z/(2n-1)}=\prod _{n=1}^{\infty }\left(1-{\frac {4z^{2}}{(2n-1)^{2}}}\right)}

### Teorema de factorización de Hadamard
Si ƒ es una función finita con un orden ρ, entonces ésta admite una factorización
{\displaystyle f(z)=z^{m}e^{g(z)}{\displaystyle \prod }_{n=1}^{\infty }E_{p}(z/a_{n})}
donde g(z) es un polinomio de grado q, y q ≤ ρ.